# Presly
Presly település Franciaországban, Cher megyében. Lakosainak száma 221 fő (2022. január 1.). Presly La Chapelle-d’Angillon, Ennordres, Ménétréol-sur-Sauldre, Méry-ès-Bois, Nançay, Neuvy-sur-Barangeon és Souesmes községekkel határos.

## Népesség
A település népességének változása:
| Lakosok száma | 371  | 247  | 204  | 248  | 235  | 235  | 248  | 234  | 235  | 221  |
|               | 1968 | 1982 | 1990 | 2006 | 2013 | 2015 | 2017 | 2019 | 2020 | 2022 |